# Beyond the Astral Skies
Beyond the Astral Skies è un album degli Electric Sun pubblicato nel 1985.

## Tracce
- tutte e tracce sono state scritte da Ulrich Roth

1. The Night the Master Comes 4:16
2. What Is Love? 3:24
3. Why? 4:51
4. I'll Be There 5:02
5. Return (Chant of Angels) 3:27
6. Icebreaker 2:39
7. I'm a River 4:45
8. Angel of Peace 3:43
9. Eleison 6:56
10. Son of Sky 2:21

## Formazione
- Ulrich Roth - voce, chitarre, tastiere, basso
- Clive Bunker - batteria, Orchestral Percussion
- Michael Flexig (as Michael Flechsich) - Lead vocs on 2, 9, 10, harmony vocs on 1-4, 6-10
- Ule Ritgen - chitarra basso, harmony vocs on 2, 4
- Elizabeth Mackenzie - soprano e Alto on 9
- Robert Curtis - violino e viola on 9
- Jenni Evans - Harmony vocs on 1, 5, 6, 8
- Dorothy Patterson - Harmony vocs on 5, 6
- Nicky Moore - Vocals on 1
- Zeno Roth - Harmony vocs on 1, 3, 6, 8
- Rainer Przywara - Harmony vocs on 2, 3, 4, 7, 9, 10